# Konklave 1458

Wappen des Kardinalkämmerers während der Sedisvakanz

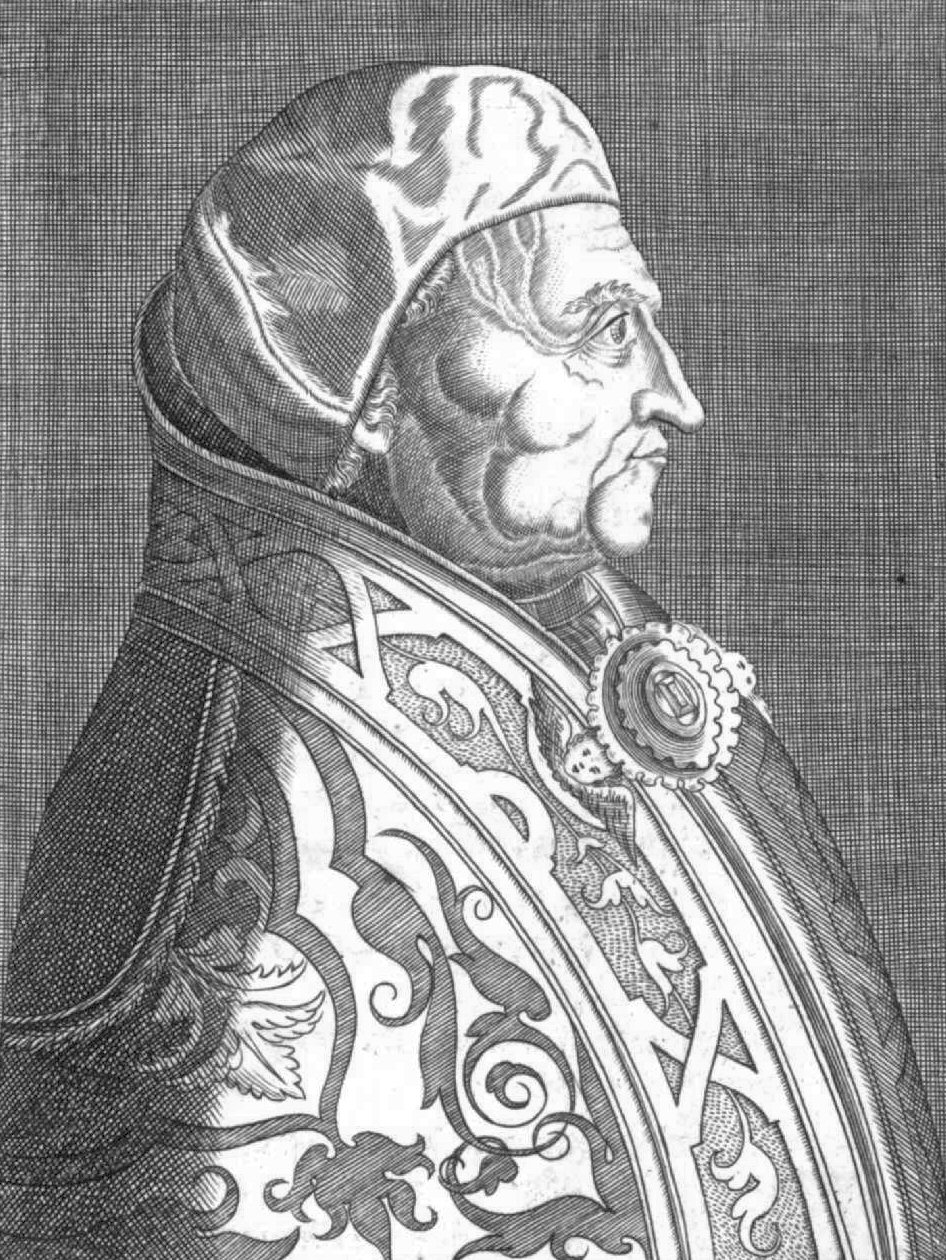
Papst Pius II.

Das Konklave von 1458 war die Wahlversammlung der Kardinäle nach dem Tod von Papst Calixt III. und dauerte vom 14. August 1458 bis zum 19. August 1458. Seine Wahl fiel auf Enea Silvio de’ Piccolomini, der sich Papst Pius II. nannte.

## Geschichte
Das Kardinalskollegium umfasste zu Konklavebeginn 26 Mitglieder. Kardinal Domenico Capranica war während der Sedisvakanz, aber noch vor dem Konklave, verstorben. Acht Kardinäle hielten sich zur Zeit des Konklaves nicht in Rom auf, so dass das Konklave lediglich 18 Teilnehmer zählte.
Die Kardinäle des Konklaves waren von drei Päpsten kreiert worden. Sieben stammten aus dem Pontifikat Papst Eugen IV., vier aus dem Pontifikat Papst Nikolaus V. und sieben aus dem Pontifikat Papst Calixt III.
Die zur Wahl benötigte Zweidrittelmehrheit betrug in diesem Konklave zwölf Stimmen. Diese versuchte der französische Kardinal Guillaume d’Estouteville, der als Favorit galt, in den ersten Tagen ohne Erfolg zu erreichen. So wurde im Verlauf des zweiten Wahlgangs vom 19. August 1458, vor allem durch die italienischen Kardinäle getragen, Enea Silvio de’ Piccolomini zum Papst Pius II. gewählt. Zwar erhielt er in der Wahl nur neun Stimmen, doch traten drei Kardinäle durch Akzess bei.
Die Ereignisse des Konklaves wurden im Film Das Konklave verfilmt.

## Teilnehmer
- Kardinaldekan: Giorgio Fieschi
- Enea Silvio de’Piccolomini, zu Papst Pius II. gewählt
- Isidore von Thessalonica
- Bessarion
- Guillaume d’Estouteville
- Prospero Colonna
- Juan de Torquemada OP
- Pietro Barbo
- Antonio Cerdà i Lloscos
- Latino Orsini
- Alain de Coëtivy
- Filippo Calandrini
- Luis Juan del Milà
- Jaime de Portugal
- Rodrigo Borja y Borja
- Juan de Mella
- Giovanni Castiglione
- Giacomo Tebaldi

## Abwesende Kardinäle
- Pierre de Foix der Ältere OFM Min.
- Petrus von Schaumberg
- Dénes Szécsi
- Ludovico Trevisan
- Juan Carvajal
- Jean Rolin
- Nicolaus Cusanus
- Richard Olivier de Longueil